# Borr
A la mitologia nòrdica, Borr, Burr, Bor o Bur (que en noruec antic significaria "fill" o "el nascut") fou el fill del déu Buri., el marit de la deessa Bestla i el pare dels deus Odin, Vili i Vé. Bor és esmentat en un poema de l'Edda poètica, compilada al segle xiii a partir de material tradicional més primerenc, i a l'Edda prosaica, compilada al segle xiii pel cronista islandès Snorri Sturluson. Els experts han proposat una varietat de teories sobre aquesta figura divinal.

## Testimonis
Borr és esmentat en el quart vers del Völuspá, un poema contingut a l'Edda poètica, i en el sisè capítol del Gylfaginning, a la segona secció de l'Edda prosaica.

### Völuspá
| Text original: Áðr Burs synir bjóðum umb ypðu, þeir er Miðgarð mæVa córrer skópu. | Traducció de Bellow: Aleshores, els fills de Bur es van aixecar. de la terra, Al magnificent Mithgarth foren creats . |  |

### Gylfaginning
| Text original: Hann [Búri] gat Fill þann er Borr hét, hann fekk þeirar konu er Bes[t]la hét, dóttir Bölþorns iötuns, ok fengu þau .iii. [þrjá] sonu, hét einn ÓðFonda, annarr Vili, .iii. [þriði] Vé. | Traducció de Brodeur [Búri] va engendrar un fill anomenat Borr, que es va casar amb la dona anomenada Bestla, filla de Bölthorn, el gegant; i van tenir tres fills: un era Odin, el segon Vili, el tercer Vé. |  |

Borr no és testimoniat cap altra vegada a l'Edda prosaica. En skald i a l'Edda poètica, el déu Odin és ocasionalment referit com el fill de Bor.

## Interpretació
El paper de Bor a la mitologia nòrdica és encara poc conegut. El folklorista i mitòleg alemany Jacob Grimm, va proposar, al segle xix, equiparar el déu Bor amb el déu Mannus, tal com aquest darrer és testimoniat a la Germània de Tàcit, arran de les analogies que Grimm va trobar entre les dues divinitats en aquesta narració.
Al segle xix, l'arqueòleg i expert islandès Finnur Magnússon, per la seva banda, va teoritzar la hipòtesi que Borr relacionava amb "la principal muntanya o amb la cadena muntanyosa, que era considerada sagrada pels avantpassats de la nostra raça, que havia emergit de les aigües a la mateixa regió on la primera terra feu la seva aparició. Aquesta serralada és probablement el Gran Caucas, anomenat pels perses amb el nom de Borz (genitiu de Borr en antic noruec). La muller de Bor, la deessa Belsta o Bestla, fou una filla del gegant Bölthorn (spina calamitosa) que, possiblement, és una representació de la massa del gel formada als cims alpins."
Al seu Lèxic Mythologicum, publicat quatre anys més tard, el mateix autor va modificar la seva teoria per passar a argumentar que Bor simbolitzava la terra i Bestla l'oceà que va donar naixement a Odin, com a "esperit del món" o "gran ànima de la terra" (spiritus mundi nostri; terrae magna anima, aëris et aurae numen), a Vili o Hoenir, com a "llum celestial" (lux, imprimis coelestis), i a Vé o Lódur, com a "foc" (ignis, vel elementalis vel proprie sic dictus).
Cal destacar que els estudiosos no han trobat cap font que proporcioni informació sobre la mare del déu Bor. De Buri, el pare de Bor, se sap que va néixer del gel llepat per la deessa vaca primordial anomenada Auðumbla). Tanmateix, l'estudiós Rudolf Simek, observa que "no ens queda clar com Bur va néixer".